# ثقافة السلفادور

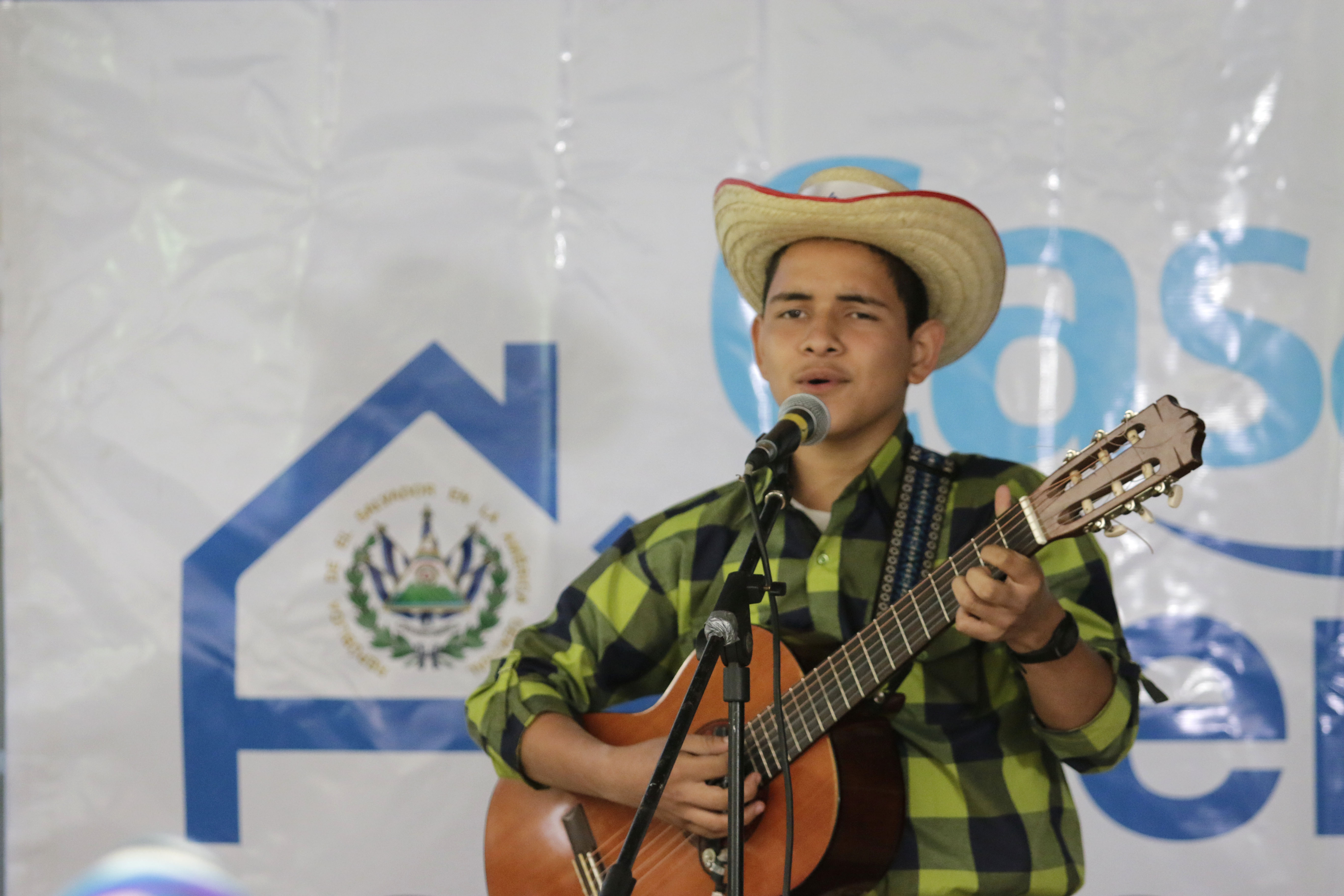
شاب سلفادوري يُغنّي ويلعبُ الجيتار

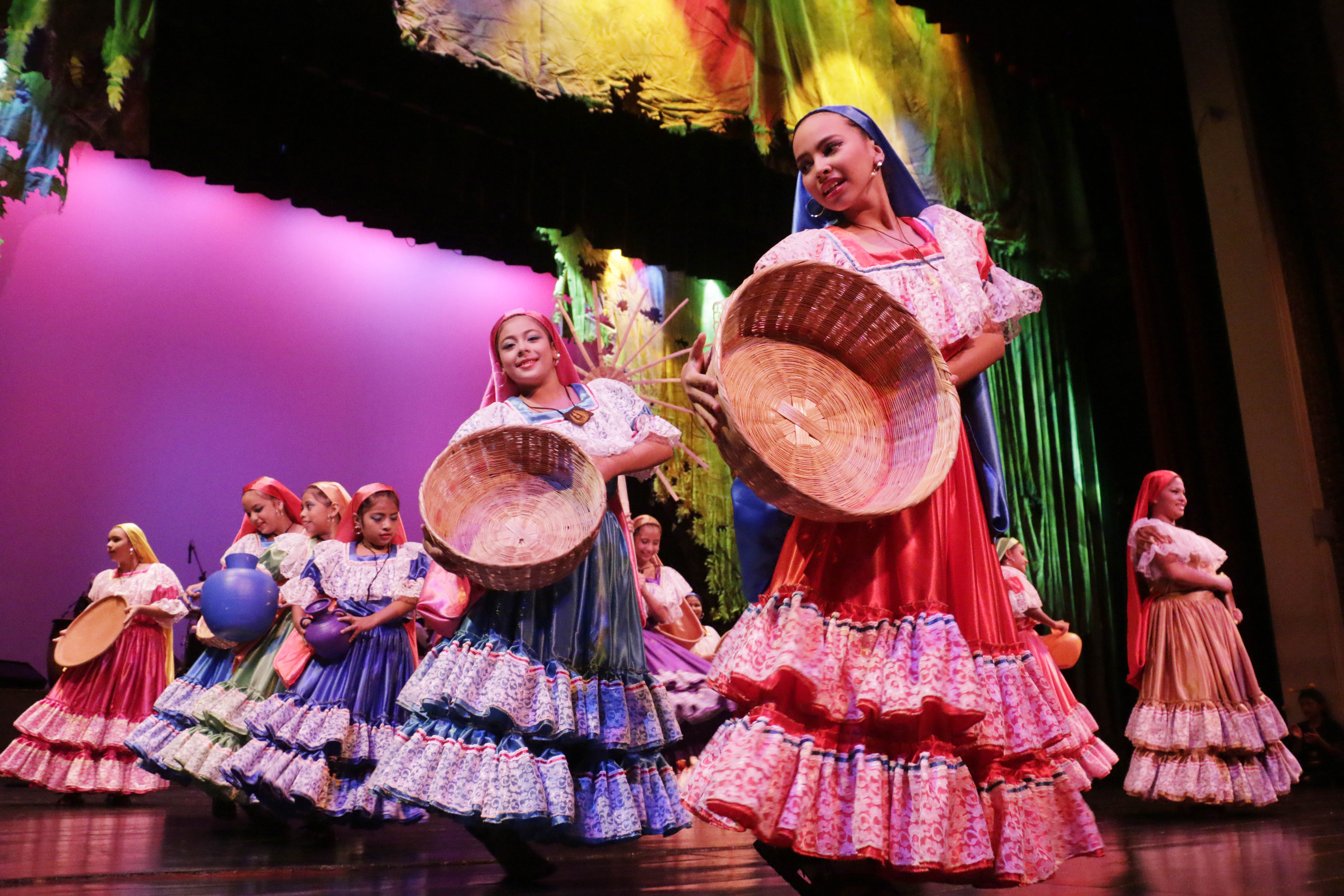
الرقصُ الشعبيّ بالملابسِ التقليديّة في السلفادور

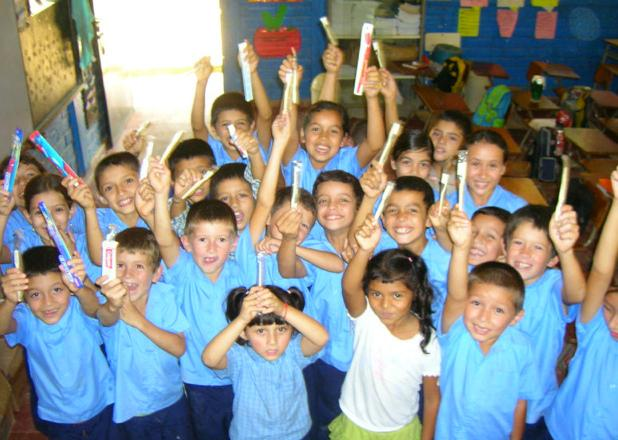
أطفال المدارس السلفادورية من ميتابان

تأثرت وتتأثرُ الثقافة السلفادورية بثقافة الشعوب الأصلية في الأمريكتين وبالضبطِ شعب لينسا وشعب المايا وكذا شعب بيبيل؛ كما تأثرت بثقافة أمريكا اللاتينية بما في ذلك ثقافة أمريكا الإسبانية. تُسيطرُ اللغات الرومانسية أو اللغات اللاتينيّة في السلفادور؛ وتعرفُ الإسبانية القشتاليّة و‌اللّغة الإسبانية انتشارًا كبيرًا حيث تُعتبر هذه الأخيرة هي اللغة الرسمية والمُهيمنة التي يتمُّ التحدثُ بها في السلفادور هذا عدى عن وجود بعض اللغات محدودة الانتشار في مناطق معيّنة.

## الرموز الوطنيّة
| النوع                  | الرمز                               | السنة | الصورة |
| ---------------------- | ----------------------------------- | ----- | ------ |
| النشيد الوطني          | النشيد الوطني للسلفادور             | 1879  |        |
| العلَم                  | علمُ السلفادور                       | 1912  |        |
| اللون                  | الأزرق والأبيض                      | 1912  |        |
| الطائر                 | مطموط فيروزي الحواجب                | 1999  |        |
| الفنّ                   | لا بالما                            |       |        |
| الموسيقى               | موسيقى السلفادور                    |       |        |
| الأكلة الوطنيّة         | بوبوسا                              |       |        |
| الوردة                 | تابوبيا وردية                       | 2003  |        |
| الشجرة                 | يكة عملاقة                          | 1939  |        |
| مواقع التراث العالمي   | جويا دي سيرين                       | 1993  |        |
| الراعي والتشخيص الوطني | النصب التذكاري للمخلص الإلهي للعالم |       |        |

## معلومات عامّة

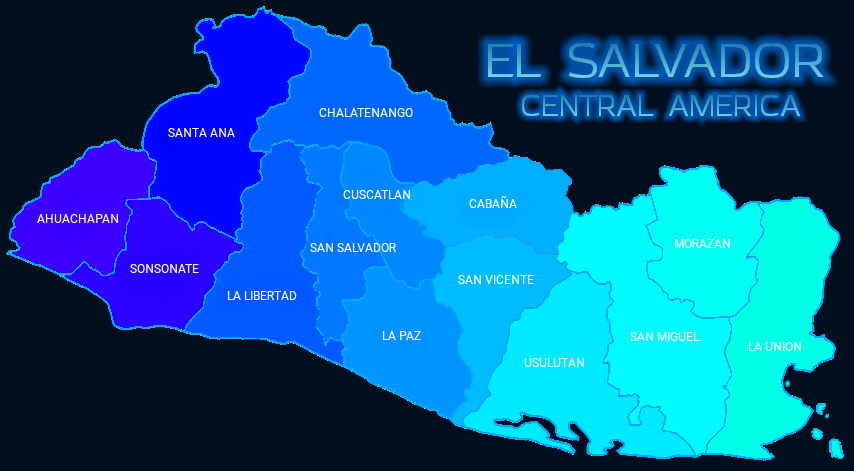
خريطة السلفادور الحديثة

تُعدُّ السلفادور واحدةً من سبع دول تقعُ على برزخ أمريكا الوسطى؛ وتتميَّزُ السلفادور بالغابات الاستوائيّة والجِبال والبراكين والسهول والأنهار والبُحيرات وكذا المحيط الهادئ. تحتوي غابات السلفادور على مجموعةٍ واسعةٍ من النباتات والحيوانات؛ فالسلفادور موطنٌ للأنظمة الإيكولوجية والمناطق الأحيائية والموارد الطبيعية وهي أيضًا موطنٌ لكثير من الأنواع الحيّة المُتنوعة. من حيث الموارد غير الحية؛ تحتوي السلفادور على تُربة بركانية غنيّة وهي تربة خصبة تُعطي الحياة للنباتات المُورَّقة. يستخدمُ السلفادوريون بعضَ النباتات المحليّة مثل اليكة العملاقة و‌البفرة التي تُستخدم في الغذاء السلفادوري. من ناحيةٍ أخرى؛ تحتوي السلفادور على الذهب ومع ذلك فقد ألغت الحكومةُ جميع أنواع التعدين. لقد كان أسلافُ الأمريكيين الأصليين للسلفادوريين يعيشون في المنطقة منذ آلاف السنين؛ والجدير بالذكرِ هنا أنَّ السلفادور تتعرّضُ بشكلٍ دوري للزلازل والعواصف المدارية والأعاصير في بعضِ الأحيان.

## اللغات

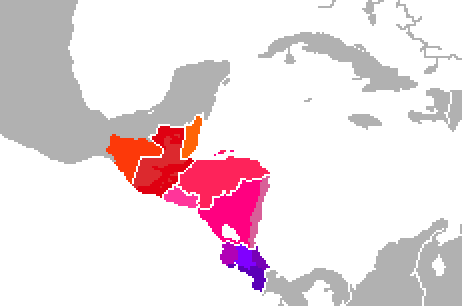
الاختلافات اللغوية في أمريكا الوسطى

اللغة الرسميّة في السلفادور هي اللغة الإسبانية؛ ويتحدثُ أقلُّ من واحدٍ بالمائة من السكان لغة بيبيل وذلك في أماكن مثل إزالكو وعدّة مدنٍ أخرى؛ ومع ذلك لا يوجدُ أيّ التزامٍ أكاديمي أو اجتماعي اليوم لتعلم هذه اللّغة على اعتبارِ أن أغلب متحدثيها هم من كبار السن. يتمُّ تدريسُ اللغة الإنجليزية كلغة ثانية ويتحدث بها عادةً رجال الأعمال؛ حيث أن البلاد تتطور من خلالِ العولمة.

## الرياضات

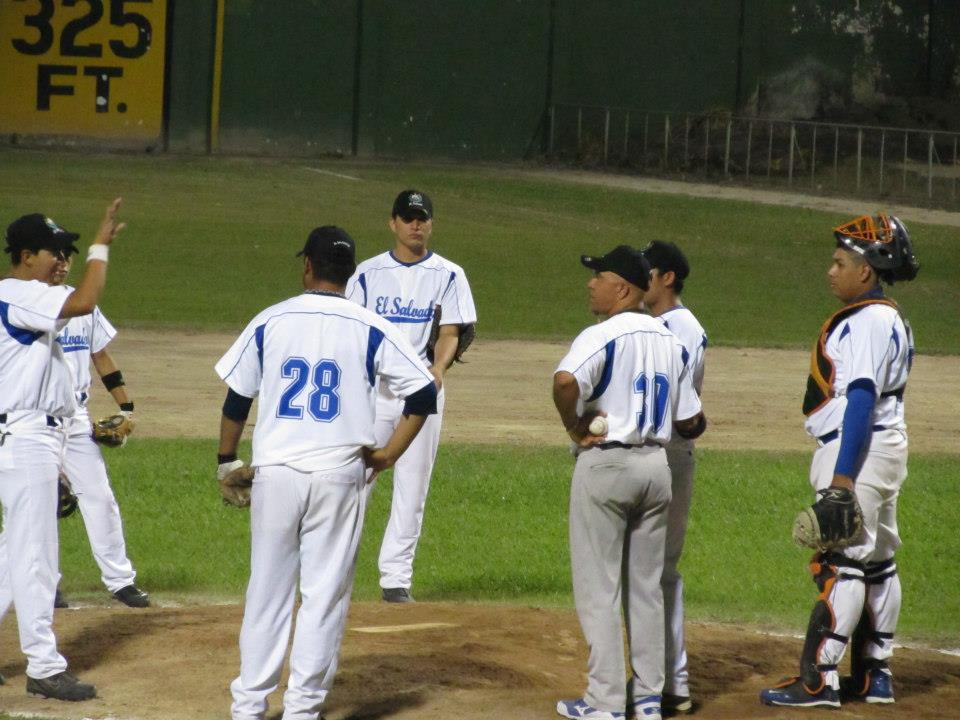
لاعبي بيسبول سلفادوريين

الرياضة الرئيسية التي يلعبُها السلفادوريون هي كرة القدم؛ ويُعتبر ملعب كوسكاتلان في العاصمة سان سلفادور هو أكبرُ ملعبٍ في أمريكا الوسطى بقدرةٍ تتجاوز الـ 45,000 مُتفرجًا. يستضيفُ فريقي أليانزا وسان سلفادور المباريات الداخليّة على الملعب؛ كما يلعبُ فيهِ منتخب السلفادور من حينٍ لآخر. تلعبُ أنديّة كرة القدم الرئيسية في السلفادور في الدوري السلفادوري الذي تتنافسُ على لقبهِ عشرُ أندية؛ وهناك دوري الدرجة الثانيّة السلفادوري المكوّن من 24 فريقًا والمُقسَّم إلى مجموعتينِ من اثني عشر فريقًا. نظام الدوري السلفادوري هو نفسه النظام الكروي في معظم دوريات كرة القدم؛ حيثُ هناك هبوطٌ لآخر الفرق في الدوري الأول وصعودٌ لأول الفُرق من الدرجة الثانية عندَ نهاية كل موسم.

## الأديان
| \| الخلفيّة الدينية في السلفادور \| الخلفيّة الدينية في السلفادور \| الخلفيّة الدينية في السلفادور \| الخلفيّة الدينية في السلفادور \| الخلفيّة الدينية في السلفادور \| \| ----------------------------- \| ----------------------------- \| ---------------------------- \| ---------------------------- \| ---------------------------- \| \| الدين \| الدين \| \| النسبة \| النسبة \| \| الكنيسة الرومانية الكاثوليكية \| الكنيسة الرومانية الكاثوليكية \| \| 47% \| 47% \| \| بروتستانتية–إنجيلية \| بروتستانتية–إنجيلية \| \| 33% \| 33% \| \| غير متدينون \| غير متدينون \| \| 17% \| 17% \| \| آخرون \| آخرون \| \| 3% \| 3% \| |                               |  |        |        |
| الخلفيّة الدينية في السلفادور |                               |  |        |        |
| الدين | الدين                         |  | النسبة | النسبة |
| الكنيسة الرومانية الكاثوليكية | الكنيسة الرومانية الكاثوليكية |  | 47%    | 47%    |
| بروتستانتية–إنجيلية | بروتستانتية–إنجيلية           |  | 33%    | 33%    |
| غير متدينون | غير متدينون                   |  | 17%    | 17%    |
| آخرون | آخرون                         |  | 3%     | 3%     |

كانتِ الكنيسة الرومانية الكاثوليكية المؤسسة الدينيّة الأبرز في السلفادور منذ عهد الاستعمار؛ مع ما يقرب من 75% من السكان الذين كانوا يُعرفون باسمِ الروم الكاثوليك. شهدت الكنائس البروتستانتية مثل الأنجليكانية و‌اللوثرية و‌الخمسينيّة و‌المعمدانيّة نموًا ملحوظًا منذُ سبعينيات القرن الماضي؛ كما شهدت السبتيّة و‌المورمونيّة و‌شهود يهوه نموًا في وقتٍ ما. في الوقتِ الحالي؛ هناكَ ما يقربُ من 20% من السكان الذين ينتمونَ إلى واحدةٍ من هذه الكنائس؛ بينما هناك أكثر من 40% من السلفادوريين الذين يعتبرون أنفسهم من المسيحيون الإنجيليون. توجدُ أيضًا مجتمعاتٌ صغيرةٌ من المسلمين واليهود والبوذيين في بعض أنحاء البلاد.

### الأزياء المتعلقة بالأديان
هناك أزياءٌ مختلفةٌ تُستخدم في الغالبِ في المهرجانات الدينيّة بل لا زالت تُرتدى في بعض المدن القديمة بانتظام. في ملابس النساء مثلًا؛ يُمكن ملاحظةُ بعض العناصر مثل الشال و‌ الحجاب والتنورة والبلوزة وكذا الفستان عدى عن الأحذية العادية مثلَ الصنادل. على المستوى الرّجالي؛ من الشائع رؤية بدلة قطنية أو قميص قطني معَ بنطلون جينز عصري أو صندل أو حذاء وقبعة رعاة البقر ومع ذلك فقد تختلفُ الملابس تبعًا للمدينة.

## الموسيقى
تتميّزُ موسيقى السلفادور بالتنوع؛ فهي خليطٌ من موسيقى شعب المايا وموسيقى باقي الشعوب الأصليّة فضلًا عن الموسيقى الحديثة المتأثرة بالنمطِ الغربيّ. تتضمّنُ هذه الموسيقى أغاني دينية تُستخدم في الغالب للاحتفال بعيدِ الميلاد والعطلات الأخرى خاصّةً تقويم القديسين. اخترقت الموسيقى الكوبية و‌الكولومبيّة موسيقى السلفادور وخاصة السالسا. هناك عددٌ من الآلات التي تُستخدم في السلفادور لعزفِ وإنتاجِ مقاطع موسيقيّة بما في ذلك السيلوفون، الفلوت، الطبول، القرع والقيثارات المستوردة حديثًا وغيرها من الآلات.

## الأراجيح
يُعدّ السلفادور من بينِ أكثر الدول المنتجة والمُستعملة للأراجيح؛ حيثُ تدخل هذه الأخيرة في ثقافة شعب البلد. في الواقع؛ يُطلق على الوادي الذي تقعُ عليه مدينة سان سلفادور اسمَ «وادي الأراجيح» لأن الأمريكيين الأصليين استخدموا الأراجيح لصدّ الزلازل؛ فيما استخدمَ الإسبانُ المستعمرون في وقتٍ لاحقٍ المصطلح بمثابة إشارة إلى الزلازل التي تهز باستمرار الوادي حيث توجد مدينة سان سلفادور التي كانت تُوصف بـ «الأرجوحة» لشدّة ما كانت تتعرضُ له. تُمثل الأراجيحُ جزءًا كبيرًا من الثقافة السلفادورية وغالبًا ما تُستخدم للقيلولة بعد الظهر. تُوجد الأراجيح في معظم منازل السلفادوريين حيثُ يُمكن العثور عليها داخل غرف المعيشة أو في الشرفات أو حتّى في الفناء الخارجي أو في الخارج وبالتحديدِ في الحدائق وسطَ الأشجار. يُمكن رؤية أرجوحة معلقة في كل مكانٍ تقريبًا في المنازل السلفادورية بغض النظرِ عن الطبقات الاجتماعيّة. من المقبولِ اجتماعيًا الاستلقاءُ في أرجوحة طوال اليوم في هذا البلد الواقعِ في أمريكا الوسطى؛ ويُمكن رؤية الأراجيح في المنزال الريفي الأكثر تواضعًا إلى سلاسل الفنادق الأكثر شهرة في المدينة حيث توجد الأراجيح الملونة والمريحة. تكريمًا لهذا «الرمز الثقافي» الفريد من نوعه؛ تحتفلُ بلدية كونسيبسيون كيزالتبيك بمهرجان الأراجيح التقليدي حيث يُنتج الحرفيون الأراجيح ويبيعونها لمن يرغبُ في اقتناءِ واحدةٍ أو أكثر. بدأَ هذا التقليدُ عام 1989 ولا زال يُحتفل بهِ كل عامٍ منذ ذلك الحين وبالتحديدِ بين عطلة نهاية الأسبوع الأولى والثانية من شهر تشرين الثاني/نوفمبر من كلّ سنة.

## التراث الأمريكي الأصلي

### عصر البليستوسين

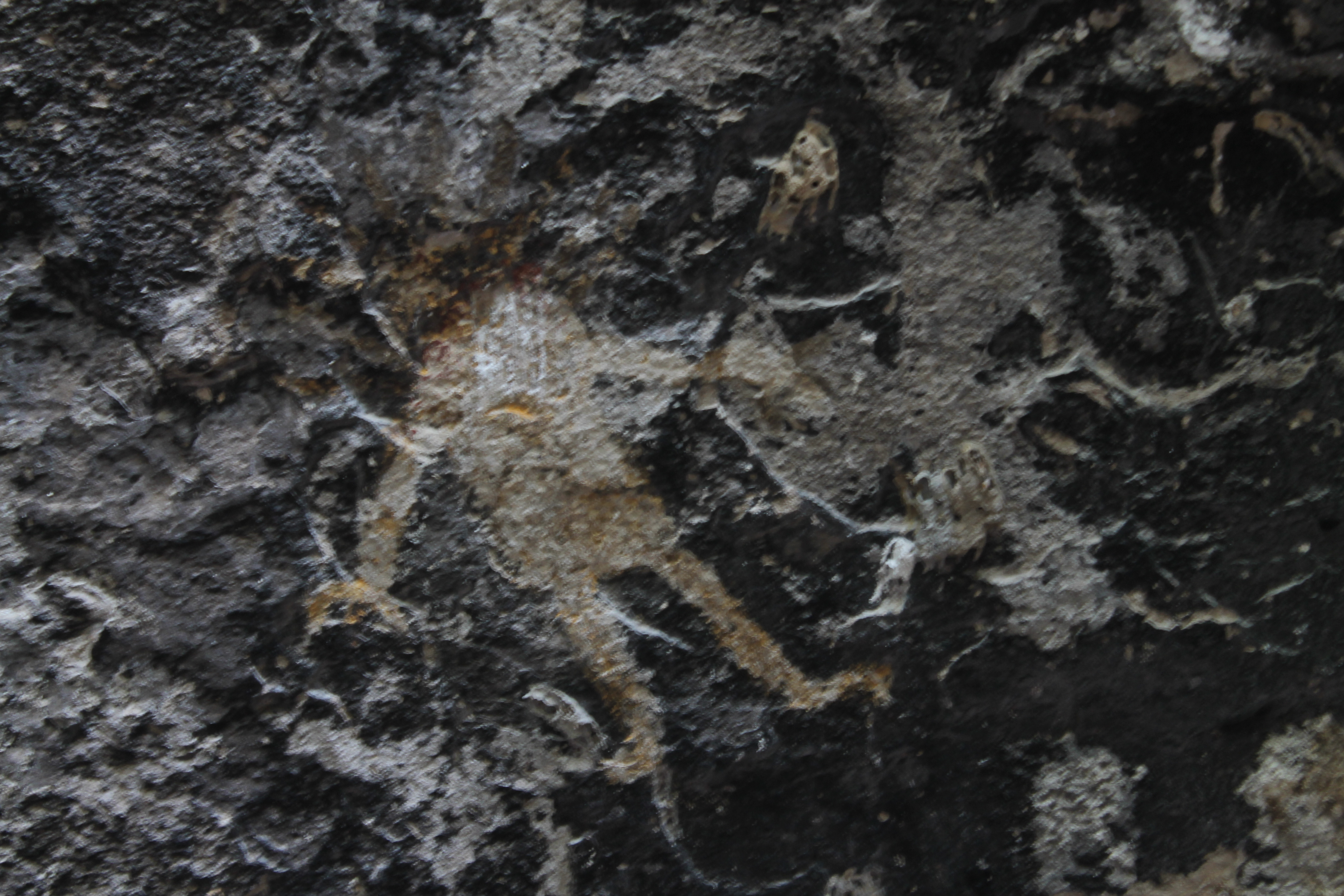
صخورٌ مميّزةٌ في مغارة الروح القدس (كهف كورينتو) في مورزان بالسلفادور

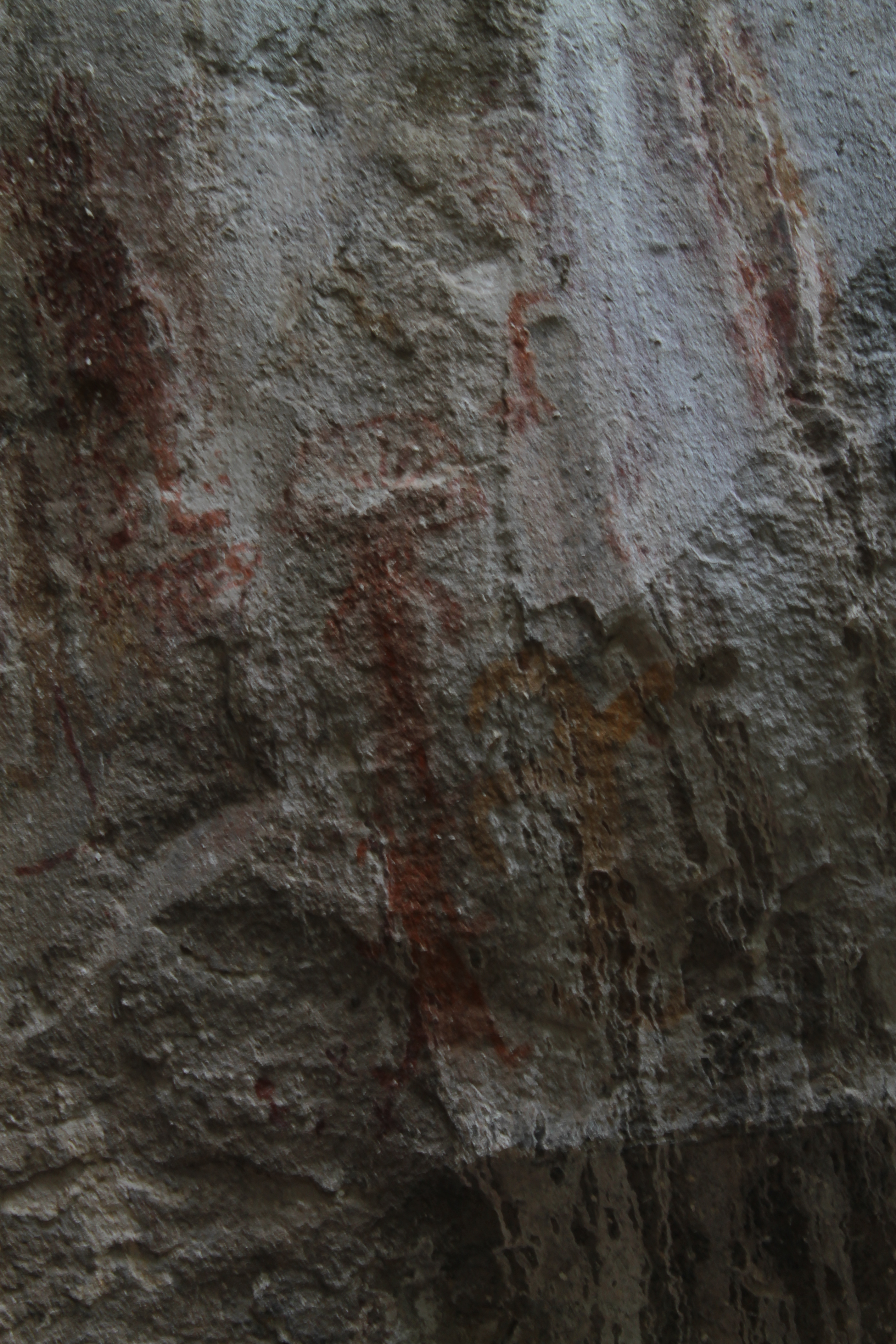
الصخورُ في مغارة الروح القدس (كهف كورينتو) في مورزان بالسلفادور أيضًا

كان يسكنُ السلفادور أسلاف الهنود وهم أول شعبٍ سكنَ في الأمريكتين خلال الغمر الجليدي الرباعي في أواخر العصر بليستوسين. لا يزالُ بالإمكانِ رؤية رسوماتهم المثيرة للاهتمام والتي يرجعُ تاريخ أقدمها إلى عام 8000 قبل الميلاد في بعضِ الكهوف خارج مدينتي كورينتو وكاكوبيرا وكلاهما في مورازان. تُظهر هذه اللوحات الكهفيّة التي نشأت في العصر الحجري القديم الآثار الأولى للحياة البشرية في السلفادور؛ وقد استخدم هؤلاء الأمريكيون الأصليون الكهف كملاذٍ آمنٍ وكمبيت. احتلَّ شعبُ لينكاس تلك الكهوف في وقتٍ لاحقٍ واستخدموها كمكانٍ روحي؛ حيثُ قاموا أيضًا بإضافةِ بعض النقوش الصخريّة على غرار نقوش لا بينيا هيرادا (كوسكاتلان) وإل ليتريرو ديل ديابلو (لا ليبرتاد) ولا بينيا دي لوس فييروس (سان سلفادور).

### العصر القديم
ظهر الأمريكيون الأصليون في العصر الحديث الأقرب وأصبحوا المهيمنين في المرحلة الحجرية حيثُ ظلوا في المنطقة لآلاف السنين حتى زوالهم في نهاية القرن الخامس عشر والسادس عشر. يمتدٌّ وقتُ الأمريكيين الأصليين من العصر الحجري القديم العلوي حتى الاستعمار الأوروبي للأمريكتين خلال الفترة الحديثة المبكرة.
منذ حوالي 40,000 عام؛ انقسمَ أسلاف السكان الأصليين للأمريكتين عن بقية العالم بعد حيوانات البليستوسين الضخمة ثم تكاثروا بقوّة وتطوروا في الأمريكتين من المرحلة الحجرية إلى مرحلة ما بعد الكلاسيكية قبل أن «يختفوا» بشكلٍ مفاجئ قبل حوالي 525 سنة منَ الانقراض الثقافي الناجم عن اقتحام الأوروبيين للأمريكتين والذين ارتكبوا فيها عددًا من المذابح والمجازر الجماعية. لم ينجُ من هذه الكارثة سوى بعض مجموعات السكان الأصليين الأمريكيين؛ وكان معظمهم في المكسيك وأمريكا الوسطى وتلكَ الجنوبية.

### الشعب الأمريكي الأصلي الحديث
وفقا للحكومة السلفادورية؛ هناكَ حوالي 0.23% من السكان من أصلٍ أصليّ كاملٍ. أكبر مجموعات الأمريكيين الأصليين المهيمنة في السلفادور هي شعب لينكا وشعب الكاكوبيرا وشعوب المايا (شعب بوكومام/شعب كورتي ) وكذا شعب بيبيل. لقد تعرّضَ عددٌ من السكان الأصليين في السلفادور لانتقاداتٍ من قبل مجموعة من المنظمات التي تُدافع عن السكان الأصليين لأنهم لم يقوموا بأي شيء للحفاظ على عددهم؛ كما اتهموا الحكومة بإنكارِ وجود السلفادوريين الأصليين في البلاد. وفقًا للمجلس الوطني السلفادوري للتنسيق الأصلي والمجلس الوطني للفن والثقافة في وزارة التعليم؛ فإن حوالي 600,000 أو 10% من السكان السلفادوريين هم من السكان الأصليين. ومع ذلك؛ فقد حافظَ عددٌ قليلٌ جدًا من السكان الأصليين على عاداتهم وتقاليدهم بعد أن اندمجوا مع مرور الوقت في ثقافة الميستيزو. يُمكن تفسيرُ انخفاضِ عدد السكان الأصليين جزئيًا بالمعدلات المرتفعة تاريخيًا للأمراض التي كانت تُصيبهم فضلًا عن عمليات القتل الجماعي التي تعرضوا لها خلال انتفاضة الفلاحين السلفادوريين عام 1932 والتي تقولُ بعضُ التقديرات إنَّ ما يصلُ إلى 30,000 فلاح قد قتلوا في فترةٍ قصيرةٍ من الزمن. وقعت مذبحة الفلاحين السلفادوريين في عام 1932 في 22 كانون الثاني/يناير من ذلك العام في المقاطعات الغربية من السلفادور عندما قمعت الحكومة تمردًا قصيرًا على يد الفلاحين قادهُ ماكسيميليانو هيرنانديز مارتينيز. لقد قامَ الجيشُ السلفادوري – الذي كان متفوقًا جدًا من حيث الأسلحة والجنود – بإعدام كلٍ من وقفَ ضده. كان التمرد مزيجًا بينَ الاحتجاج والتمرد وانتهى بالإبادة العرقية؛ حيث قُتل ما بين 10,000 و40,000 من الفلاحين وغيرهم من المدنيين وكثيرٌ منهم من السكان الأصليين. يُلاحظ العديد من المؤلفين أنه منذ تلك الإبادة الجماعيّة؛ بدأَ السكان الأصليون في السلفادور بالترددِ في وصف أنفسهم بأنهم من الأصليين كما ابتعدوا عنِ ارتداء ملابس السكان الأصليين ولم يُشاركوا في أيّ أنشطة أو عادات ثقافية كان يقومُ بها الأصليين. بشكلٍ عام؛ يُمكن القولُ إن السكان الأصليين في السلفادور يتمركزون في سونسوناتي و‌سان سلفادور.

## التراث العربي

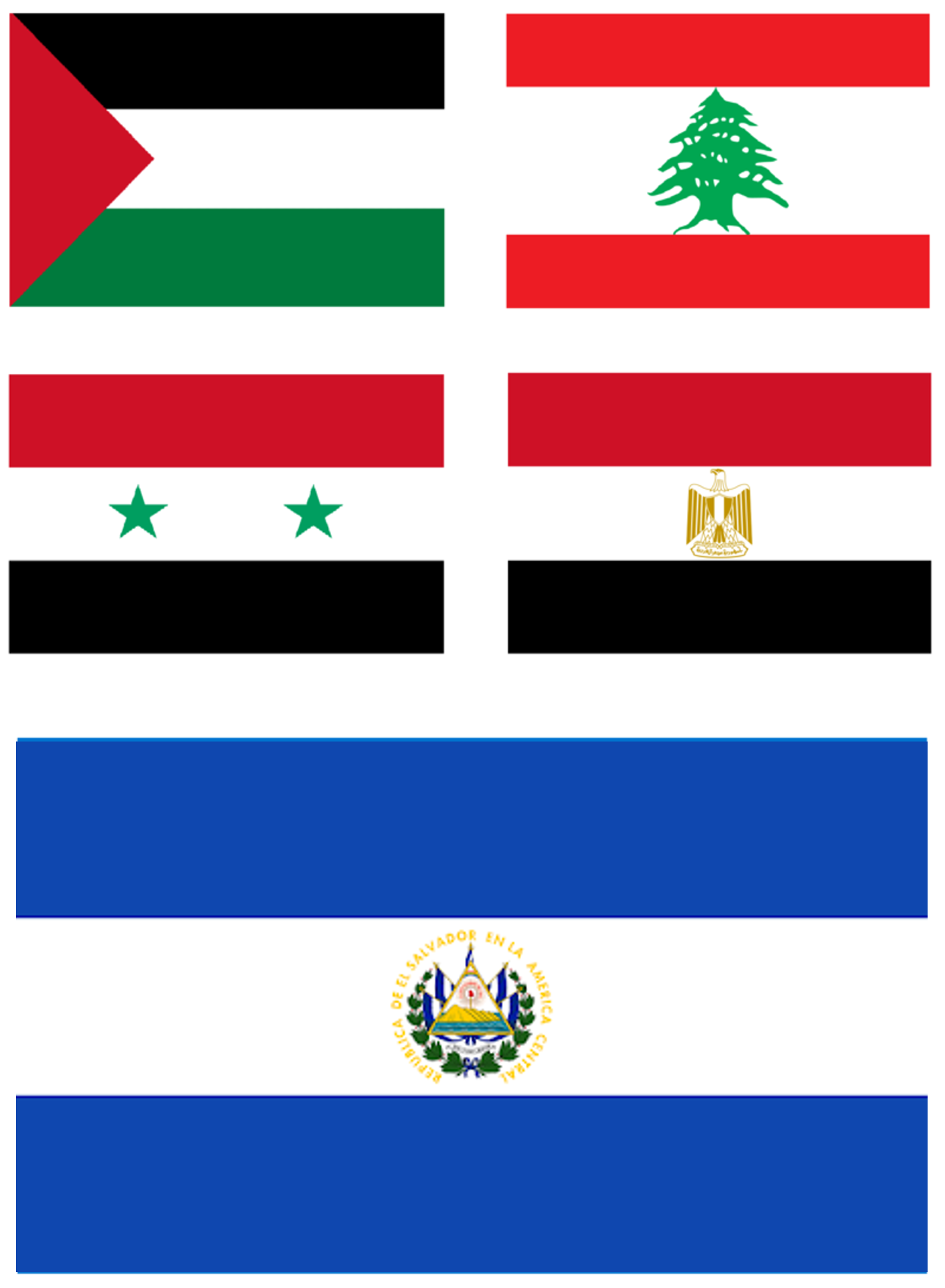
السلفادوريون العرب هم السلفادوريون الفلسطينيون والسلفادوريون اللبنانيون والسلفادوريون السوريون والسلفادوريون المصريون.

هناك عددٌ كبيرٌ من السكان العرب (حوالي 100,000 نسمة) في السلفادور؛ معظمهم من فلسطين (وخاصةً من منطقة بيت لحم) ومن لبنان. يبلغُ عددُ السلفادوريين من أصلٍ فلسطيني حوالي 70,000 فردًا بينما يبلغُ عددُ السلفادوريين من أصل لبناني حوالي 25,000 فرد. هناك أيضًا مجموعة صغيرة من اليهود الذين قدِموا إلى السلفادور من فرنسا و‌ألمانيا و‌المغرب و‌تونس و‌تركيا. يعود تاريخ العربِ في السلفادور إلى نهاية القرن العشرين؛ فـ «المصادمات الدينيّة» دفعت العديد من الفلسطينيين واللبنانيين والمصريين والسوريين إلى مغادرة الأراضي التي وُلدوا فيها بحثًا عن بلدانٍ جديدة آمنة نسبيًا هذا عدى عن رغبةِ البعض في تحقيقِ نجاحات جديدة ونمط حياة أفضل.
بدأت الهجرة العربية إلى السلفادور في نهاية القرنِ العشرين في أعقاب «السياسات القمعيّة» التي مارستها الإمبراطورية العثمانية ضدّ الكنيسة المارونية. اختارَ اللبنانيون في ذلك الوقت العديد من الوجهات بما في ذلك الأمريكتين وبالتحديدِ السلفادور. نتجَ عن هذا تميّز سُكان الشتات العربي بتعلقهم بشدة بمعتقداتهم بعدما سُمح لهم بممارسةِ عقيدتهم دون خوفٍ من الاضطهاد.
في الوقتِ الحالي؛ يُعد المجتمع الفلسطيني (70,000 فرد) أكبر مجتمعٍ عربيّ في السلفادور؛ ويلهِ المجتمع اللبناني بأكثر من 27,000 فرد معظمهم (ما تصلُ نسبته 95%) مسيحيون كاثوليك وأرثوذكس. شهدَ المجتمع السلفادوري اختلاطًا كبيرًا وذلك بفضلِ الزواج بين الأعراق بغض النظر عن الانتماء الديني؛ ونتيجةً لذلك يتحدث بعضُ السلفادوريين – ممن لهم أبٌ أو أمٌ ذي أصول عربيّة – اللغة العربية بطلاقة؛ لكن معظمهم وخاصة الشباب منهم يتحدثون الإسبانية كلغة أولى والعربية كلغة ثانية.
أثناء الحرب بين إسرائيل و‌لبنان عام 1948 وخلال حرب الأيام الستة؛ غادرَ الآلافُ من اللبنانيين بلادهم وذهبوا إلى السلفادور. وصلوا في البداية إلى لا ليبرتاد؛ وكانوا يُشكلون نصف النشاط الاقتصادي للمهاجرين إلى أن أصبحوا «عنصرًا مؤثرًا» في المجتمع السلفادوري. بشكلٍ عام؛ هناك في السلفادور حوالي 120,000 عربي من أصول لبنانية وسورية ومصرية وفلسطينية وقد أثروا بشكلٍ كبيرٍ في الاقتصاد السلفادوري بل إن بعض العائلات العربيّة قد نجحت في التربعِ على عرش أغنى العوائل في البلاد. الجديرُ بالذكر هنا أنَّ المجتمع العربي قد أسَّسَ عام 1939 جمعية اتحاد الشباب العربي التي اتخذت من سان سلفادور مقرًا لها.

## الكاوبوي
يُعتبر الكاوبوي السلفادوري وهو الراعي السلفادوري الذي يرعى الماشيّة على على الخيول – ويُعرف في أمريكا الشماليّة باسمِ راعي البقر – من التقاليدِ التي نشأت في شبه الجزيرة الأيبيرية ونقلهُ المستوطنون الإسبان إلى أمريكا الوسطى. كان الكاوبوي الأوائل في السلفادور في الأصل خليطًا من السكان الأصليين من الأمريكيين والإسبان والمستيزو والباردو الذين عاشوا في الريف وكان لديهم ثقافة قوية في عدّة مجالات بما في ذلك التقاليد والفولكلور والموسيقى وهو ما شكّل «الثقافة الريفيّة» في تلك الفترة. كما ذُكر من قبل؛ فتقليدُ الكاوبوي يعودُ لإسبانيا وقد أحضرهُ الغزاة والمستوطنون الإسبان خلال القرن السادس عشر حينما أحضروا معهم الماشية والخيول إلى الأمريكتين. لقد تحولت تقاليد إسبانيا بسبب الظروف الجغرافية والبيئية والثقافية. في المقابل؛ شهدت الأرض وشعوب الأمريكتين تغييرات جذرية بسبب النفوذ الإسباني. في حالة السلفادور؛ قلّت مثلُ هذه التقاليد بسببِ عملية إزالة الأشجار لإفساحِ المجال للزراعة ورعي الحيوانات.
يُعتبر اليوم الكاوبوي من الرموز الثقافيّة لدولة كوستاريكا؛ مع أن النظرة لرعاة البقر سلبيّة نوعًا ما في هذا البلد حيثُ يُنظر إليهم على أنهم فقراء وأشخاص بلا أخلاق أو يفتقرون إلى «التطور الحضري» على غرار «المتخلفين». ييدأُ معظم الأطفال الذكور في السلفادور الذين لا تتجاوز أعمارهم خمس سنوات العمل في جوٍ من رعاة البقر؛ ويعملون في المزارع مع آبائهم وأفراد أسرهم الأكبر سنًا الذين يتعلمون الزراعة والثروة الحيوانية ويرعون الحيوانات في معظم أنحاء السلفادور. إنَّ مُعظم الرجال في السلفادور ولا سيما في البلدات الريفيّة يرتدون ملابس رعاة البقر؛ ويحملون مناجل مُعيّنة كما يُنصتون لنوعٍ من الموسيقى ما يجعلهم مميزين إلى حدٍ ما عن باقي أفراد المجتمع.